# Ebrahim Mirzapour
Ebrahim Mirzapour   (Mamulan, 16 de setembre de 1978) fou un futbolista iranià de la dècada de 2000.
Fou internacional amb la selecció de futbol de l'Iran amb la qual participà a la Copa del Món de futbol de 2006.
Pel que fa als clubs destacà a Foolad i Saipa.